# Casa Torres (la Vall de Boí)
La Casa Torres és una obra de la Vall de Boí (Alta Ribagorça) protegida com a Bé Cultural d'Interès Local.

## Descripció
Habitatge construït aprofitant una torre i tres dels paraments de l'antic recinte emmurallat. Dona accés, pel carrer de la Muralla, a l'interior del recinte, i per una altra porta oberta a la façana exterior de la torre des de l'any 1926.
La casa s'estructura en dos cossos amb cobertes de pendent únic, i d'alçada diferent. Té planta baixa i dos pisos, amb finestres al carrer Muralla, a la façana de la torre i al parament de muralla que fa l'angle amb el portal d'entrada.
També forma part de la casa la dependència situada sobre el portal de la muralla.